# بينشي
بينشي هي بلدية في بلجيكا، وتتبع إدارياً هينو، تبلغ مساحتها 60.66 كيلومتر مربع .

## الموقع
تشترك في الحدود مع:
- لا لوفيير
- Merbes-le-Château [الإنجليزية]‏
- Estinnes [الإنجليزية]‏
- Lobbes [الإنجليزية]‏
- Morlanwelz [الإنجليزية]‏
- Anderlues [الإنجليزية]‏
- مونس.